# Enoplometopus macrodontus
Enoplometopus macrodontus is een kreeftensoort uit de familie van de Enoplometopidae. De wetenschappelijke naam van de soort is voor het eerst geldig gepubliceerd in 2008 door Chan & Ng.